# Peter Godzik
Peter Klaus Godzik (* 16. Juni 1946 in Flensburg) ist ein deutscher evangelisch-lutherischer Theologe, der als Pastor, Oberkirchenrat, Propst und landeskirchlicher Beauftragter gearbeitet hat. Er ist als Autor und Herausgeber zahlreicher Bücher, besonders zu den Themenbereichen Hospizarbeit und Trauerbegleitung, hervorgetreten. Er gilt als einer der Wegbereiter der Hospizbewegung im Bereich der Evangelischen Kirche in Deutschland.

## Leben und Wirken
Seine Vorfahren väterlicherseits (Godzik) stammen aus Nikolai/Oberschlesien, die Vorfahren mütterlicherseits (Ritter) aus Tangeln/Altmark. Peter Godzik ist in der Marinesiedlung (Flensburg-Mürwik) aufgewachsen. Kirchlich wurde er durch örtliche Gruppenarbeit sozialisiert. 
Nach dem Abitur im Frühjahr 1966 am Alten Gymnasium Flensburg leistete er zwei Jahre Wehrdienst bei der Luftwaffe. Von 1968 bis 1972 studierte er Evangelische Theologie in Kiel und Hamburg und war zeitweilig Wissenschaftliche Hilfskraft bei dem Alttestamentler Werner H. Schmidt. Weitere akademische Lehrer waren in der Hebräischen Sprache Werner Vollborn, im Neuen Testament Horst Robert Balz und Jürgen Becker, in der Systematischen Theologie Hans-Joachim Birkner, in der Kirchengeschichte Peter Meinhold, in der Praktischen Theologie Joachim Scharfenberg und Peter Cornehl. Das Vikariat führte ihn für ein Jahr nach Bogotá/Kolumbien und zwei weitere Jahre (nach dem neuen Preetzer Modell) wieder zurück nach Kiel. Er wurde am 26. Oktober 1975 in der Kieler Nikolaikirche von Bischof Friedrich Hübner ordiniert.
Von 1975 bis 1987 war er Gemeindepastor in Büdelsdorf (in dieser Zeit auch zeitweilig Mitglied der Nordelbischen Synode und der Generalsynode der VELKD), von 1987 bis 1993 Oberkirchenrat im Lutherischen Kirchenamt der VELKD in Hannover (in dieser Zeit Herausgeber zahlreicher Texte aus der VELKD), von 1993 bis 1997 Pastor am Schleswiger Dom, von 1998 bis 2007 Propst des Ev.-Luth. Kirchenkreises Herzogtum Lauenburg mit Sitz in Ratzeburg (in dieser Zeit Vorsitzender der Lauenburg-Ratzeburgischen Bibelgesellschaft und der Nordelbischen Bibelgesellschaften, Mitglied des Verwaltungsrats der Deutschen Bibelgesellschaft und des Kuratoriums der Luther-Akademie Ratzeburg sowie Vorsitzender des Fördervereins für das Ernst-Barlach-Museum „Altes Vaterhaus“), von 2008 bis 2011 Beauftragter der Nordelbischen Ev.-Luth. Kirche für die Begleitung Sterbender (in Zusammenarbeit mit dem Diakonischen Werk Schleswig-Holstein) mit Sitz in Rendsburg.
Seit dem 1. Juli 2011 befindet er sich im Ruhestand und wohnt seit April 2022 im Augustinum in Mölln.
Godziks Tochter, die Juristin Anna von Notz (* 1984), ist mit Konstantin von Notz verheiratet und seit 2021 Ratsmitglied der Evangelischen Kirche in Deutschland (EKD).

### Hospizarbeit
Als Referent im Lutherischen Kirchenamt der VELKD in Hannover bereitete Godzik die Lutherische Generalsynode 1988 zum Thema „Sterbende begleiten“ in Veitshöchheim bei Würzburg vor. In der Nacharbeit zu dieser Synode entstand unter seiner Leitung die erste kirchliche Erklärung zur Hospizarbeit im Raum der Evangelischen Kirche in Deutschland, der weitere Erklärungen und Grundlagentexte folgten.
Er entwickelte zusammen mit einer Projektgruppe im Gemeindekolleg der VELKD in Celle das „Celler Modell zur Vorbereitung Ehrenamtlicher in der Sterbebegleitung“, das 1993 in erster Auflage als Buch erschien und in den folgenden Jahren sowohl vom Gemeindekolleg der VELKD als auch von der Malteser Hospizarbeit auf Bundesebene in Kursen für Multiplikatoren eingesetzt wurde. Das überarbeitete Curriculum des Celler Modells wird unter dem Titel Sterbende begleiten lernen seit Dezember 2017 von der Bundesakademie für Kirche und Diakonie in Berlin verantwortet.
Zeitweilig war Godzik Mitglied im Beirat für den Hospizverein im Bistum Hildesheim und im Bundesvorstand der Bundesarbeitsgemeinschaft Hospiz (jetzt: Deutscher Hospiz- und PalliativVerband). Er gründete nach seiner Rückkehr nach Schleswig den „Ambulanten Hospizdienst Schleswig“ und dessen Förderverein. Die Satzung für den „Hospizverband Schleswig-Holstein“ wurde von Godzik entwickelt, außerdem war er an der Vorbereitung mehrerer „Nordischer Hospiz- und Palliativtage“ in der Akademie Sankelmark beteiligt. Er war Beiratsmitglied im Verein „Kinder auf Schmetterlingsflügeln“ in Pansdorf bei Lübeck. Im Jahr 2009 nahm er mit Erfolg an der berufsbegleitenden Weiterbildung „Palliative Care für psychosoziale Berufsgruppen“ an der Palliative Care Akademie Hamburg im DFA teil. Godzik war Mitglied in der Deutschen Gesellschaft für Palliativmedizin (Sektion „Seelsorge“) und Einzelmitglied sowohl im Deutschen Hospiz- und Palliativverband als auch im Hospiz- und Palliativverband Schleswig-Holstein.

### Trauerbegleitung
Als Nordelbischer Beauftragter für die Begleitung Sterbender stellte er dem „Celler Modell zur Vorbereitung Ehrenamtlicher in der Sterbebegleitung“ einen ähnlich strukturierten Kurs zur Vorbereitung Ehrenamtlicher in der Trauerbegleitung an die Seite, der in den Diakonischen Werken Schleswig-Holstein in Rendsburg und Mecklenburg-Vorpommern in Schwerin sowie bei der Bundesakademie für Kirche und Diakonie in Berlin unterrichtet wurde.

### Seelsorge
Auch zu einer biblisch begründeten Seelsorge-Theorie hat er mehrfach Ausarbeitungen vorgelegt:
- Seelsorge im Alten und Neuen Testament, Bibelarbeit 1996 (online auf pkgodzik.de) (PDF; 131 kB).
- Seelsorge in der Nachfolge Jesu. Eine Meditation zu Lukas 24,13-35. Zuerst vorgetragen im Rahmen eines Seelsorgekurses für Vikare am 6. September 1983 in Schleswig, inspiriert von einem Text von Joachim Scharfenberg: Seelsorge als Konflikthilfe (online auf pkgodzik.de); als Strukturentwurf für den Grundkurs eingebracht in die Arbeit am Projekt „Sterbende begleiten – Seelsorge der Gemeinde“ in den Jahren 1988–1993 im Gemeindekolleg der VELKD in Celle; veröffentlicht in: Andreas Ebert / Peter Godzik (Hg.): Verlaß mich nicht, wenn ich schwach werde. Kursleitungs-Handbuch für das Projekt „Sterbende begleiten – Seelsorge der Gemeinde“, Hamburg: E.B.-Verlag 2003, S. 15–17; jetzt in: Peter Godzik (Hrsg.): Die Kunst der Sterbebegleitung. Handbuch zur Begleitung Schwerkranker und Sterbender, Rosengarten b. Hamburg: Steinmann 2013, S. 16–18.
- Das lösende Wort. Eine Meditation zur Beichte. Zuerst veröffentlicht in: Verlaß mich nicht, wenn ich schwach werde. Kursleitungs-Handbuch für das Projekt „Sterbende begleiten – Seelsorge der Gemeinde“, herausgegeben im Auftrag der VELKD von Andreas Ebert und Peter Godzik; zweite Auflage, durchgesehen und ergänzt von Peter Godzik und Wolfgang Weiß, E.B.-Verlag Hamburg 1996, S. 79–88 (online auf pkgodzik.de); jetzt in: Peter Godzik (Hrsg.): Sterbebegleitung – herzlich und zugewandt. Steinmann, Rosengarten b. Hamburg 2012, S. 16–26.
- Die Heilung des Gelähmten. Eine Meditation zu Markus 2,1-12 (zusammen mit Wolfgang Weiß). Zuerst veröffentlicht in: Verlaß mich nicht, wenn ich schwach werde ..., E.B.-Verlag Hamburg 1996, S. 76–78 (online auf pkgodzik.de); jetzt in: Peter Godzik (Hrsg.): Sterbebegleitung – herzlich und zugewandt. Steinmann, Rosengarten b. Hamburg 2012, S. 39–41.
- Seelsorge bei Luther, 1996 (online auf pkgodzik.de) (PDF; 66 kB)
- Moderne Seelsorgekonzepte, zusammengestellt von Peter Godzik, 1996 (überarbeitet 2011) (online auf pkgodzik.de) (PDF-Datei; 174 kB).

## Auszeichnungen
- 27. Juni 2011: Kronenkreuz der Diakonie in Gold

## Veröffentlichungen

### Texte aus der VELKD
- „Hospiz-Bewegung“. Ein Arbeitsbericht für die Generalsynode der VELKD (zusammen mit Ursula Böning, Brigitte Delbrück, Lora Herrmann, Wolf-Dietmar Szepan; Hermann Barth, Hans-Ulrich Minke, Gregor Spieß; Ulrich Eibach, Petra Muschaweck-Kürten) (Texte aus der VELKD 39/1990), Hannover: Lutherisches Kirchenamt 7. Aufl. 1996 (online auf pkgodzik.de).
- Die Hospizbewegung in der Bundesrepublik Deutschland. Eine Dokumentation (Texte aus der VELKD 47/1992), Hannover: Lutherisches Kirchenamt 3. Aufl. 1992 (im Katalog der DNB).
- Bericht vom Dialog velkd / Mennoniten 1989 bis 1992 (Texte aus der VELKD 53/1993), Hannover: Lutherisches Kirchenamt 1993 (online auf pkgodzik.de).
- Material über die Täuferbewegung zum Dialog velkd / Mennoniten 1989 bis 1992 (Texte aus der VELKD Nr. 54/1993), Hannover: Lutherisches Kirchenamt 1993 (im Katalog der DNB).
- Sterbenden Freund sein. Texte aus der seelsorgerlichen und liturgischen Tradition der Kirche (Texte aus der VELKD 55/1993), Hannover: Luth. Kirchenamt 1993 (im Katalog der DNB).

### Als Autor und Herausgeber
- Von der Begleitung Sterbender. Referate und Beschlüsse der Generalsynode der VELKD in Veitshöchheim 1988. Hrsg. zusammen mit Jürgen Jeziorowski. Lutherisches Verlagshaus, Hannover 1989, ISBN 3-7859-0582-3.
- Laßt mich doch zu Hause sterben! Hrsg. zusammen mit Petra Muschaweck. Gerd Mohn, Gütersloh 1989, ISBN 3-579-02162-1.
- Verlaß mich nicht, wenn ich schwach werde. Handbuch zur Begleitung Schwerkranker und Sterbender im Rahmen des Projekts „Sterbende begleiten – Seelsorge der Gemeinde“. Hrsg. zusammen mit Andreas Ebert. E.B.-Verlag Rissen, Hamburg 1993, ISBN 3-923002-66-1.
- Verlaß mich nicht, wenn ich schwach werde. Kursleitungs-Handbuch für das Projekt „Sterbende begleiten – Seelsorge der Gemeinde“. Hrsg. zusammen mit Andreas Ebert. E.B.-Verlag Rissen, Hamburg 1993, 2. Auflage 1996 (hrsg. zusammen mit Wolfgang Weiß)
- Hoffnungsbilder gegen den Tod. Zusammen mit Reinhard Brandt und Ulrich Kühn. Lutherisches Verlagshaus, Hannover 1994, ISBN 3-7859-0680-3.
- Du bist nicht allein. Ermutigung in Tagen der Krankheit. Gütersloher, Gütersloh 1995, ISBN 3-579-01343-2 / Kiefel 1998, ISBN 3-579-06153-4.
- Der barmherzige Samariter und die Heilung des Gelähmten – eine Geschichte der Hospizbewegung in Deutschland, in: Diakonisches Werk der EKD (Hrsg.): Hospizarbeit in Diakonie und Kirche. Reflexionen und Konkretionen, Stuttgart: DW-EKD 2002, S. 13–23 (online auf pkgodzik.de).
- Zum eigenen Leben finden in Bildern, Texten und Symbolen. Hrsg. zusammen mit Marion Loh. EB-Verlag, Hamburg 2006, ISBN 3-936912-48-3.
- Was weiß die Raupe schon vom Schmetterling. Aufbruch zu Wandlung, Freiheit und unvergänglichem Leben. EB-Verlag, Schenefeld 2007, ISBN 978-3-936912-72-2.
- Lavendelduft und Sommerwind. Geistliche Erbauung aus dem Lauenburger Land. Ausgewählte Beiträge der Reihe „Wort zum Sonntag“ in den Lübecker Nachrichten – Lauenburger Nachrichten. Steinmann, Rosengarten b. Hamburg 2007, ISBN 978-3-927043-33-6.
- Leuchten wie des Himmels Glanz. Lebenszeichen aus dem Lauenburger Land. Ausgewählte Predigten. Steinmann, Rosengarten b. Hamburg 2008, ISBN 978-3-927043-34-3 (Inhaltsverzeichnis).
- Hospizlich engagiert. Erfahrungen und Impulse aus drei Jahrzehnten. Steinmann, Rosengarten b. Hamburg 2011, ISBN 978-3-927043-44-2 (Inhaltsverzeichnis).
- Der eigenen Trauer begegnen. Ein Lebens- und Lernbuch. Steinmann, Rosengarten b. Hamburg 2011, ISBN 978-3-927043-45-9 (Inhaltsverzeichnis).
- Trauernden nahe sein. Ein Lern- und Lebensweg. Steinmann, Rosengarten b. Hamburg 2011, ISBN 978-3-927043-46-6 (Inhaltsverzeichnis).
- Sei nahe in schweren Zeiten. Handreichung zur Vorbereitung von Ehrenamtlichen in der Trauerbegleitung. Leitungshandbuch (CD-ROM). Steinmann, Rosengarten b. Hamburg 2011, ISBN 978-3-927043-49-7.
- Die Kunst der Sterbebegleitung. Handbuch zur Begleitung Schwerkranker und Sterbender. Steinmann, Rosengarten b. Hamburg 2012, ISBN 978-3-927043-48-0 (Inhaltsverzeichnis).
- Sterbebegleitung – herzlich und zugewandt. Mit zahlreichen praktischen Hilfen. Steinmann, Rosengarten b. Hamburg 2012, ISBN 978-3-927043-50-3 (Inhaltsverzeichnis).
- Das Mutbuch. Impulse für die Qualifizierung ehrenamtlicher Hospizhelfender. Praxisbeilage der Zeitschrift Praxis Palliative Care, Ausgabe 20, 2013, Verlag Brinkmann-Meyhöfer.
- Der Weg ins Licht. Ein Lesebuch zu letzten Fragen des Lebens. Steinmann, Rosengarten b. Hamburg 2015; Neuenkirchen bei Soltau: 2., verbesserte und ergänzte Neuauflage 2020, ISBN 978-3-927043-63-3 (Inhaltsverzeichnis).
- Von Worten, Sternen und anderen Kostbarkeiten. Ein geistliches Jahrbuch. Steinmann, Rosengarten b. Hamburg 2016, ISBN  978-3-927043-66-4 (Inhaltsverzeichnis).
- Erwachsener Glaube. Lebenseinsichten, Rosengarten b. Hamburg: Steinmann 2018, ISBN 978-3-927043-70-1 (Inhaltsverzeichnis).
- Hundert Jahre Ratzeburger Gobelin-Zyklus, in: Lauenburgische Heimat, Nr. 213, April 2022, S. 66–83.
- Das abenteuerliche Leben des Ratzeburgers Hans Uhthoff, in: Lauenburgische Heimat, Nr. 216, November 2023, S. 105–123.

### Als Bearbeiter und Herausgeber
- Seeoffizieranwärter. Ihre Ausbildung von 1848 bis heute. Von Karl Hinrich Peter, Kapitän zur See, 1969. Mit einigen Nachträgen von 1973. Nach dem ursprünglichen Manuskript für das Internet aufbereitet und herausgegeben von Peter Godzik im Jahr 2009 (Online-Fassung).
- Miterlebte Kirchengeschichte. Die Zeit der Kirchenausschüsse in der Ev.-Luth. Landeskirche Schleswig-Holsteins 1935–1938. Von Paul M. Dahl, 1980. Nach dem 1990 postum vorliegenden Entwurf von Matthias Dahl 2017 für das Internet überarbeitet und hrsg. von Matthias Dahl, Christian Dahl und Peter Godzik (Online-Fassung).
- Das abenteuerliche Leben des Hans Uhthoff. Eine Autobiografie, Neuenkirchen b. Soltau: Steinmann Verlag 2023 (hrsg. zusammen mit Wolfgang Bootz), ISBN 978-3927043848.

### Als Mitarbeiter
- Karl Ludwig Kohlwage, Manfred Kamper, Jens-Hinrich Pörksen (Hrsg.): „Was vor Gott recht ist“. Kirchenkampf und theologische Grundlegung für den Neuanfang der Kirche in Schleswig-Holstein nach 1945. Dokumentation einer Tagung in Breklum 2015. Zusammengestellt und bearbeitet von Rudolf Hinz und Simeon Schildt in Zusammenarbeit mit Peter Godzik, Johannes Jürgensen und Kurt Triebel, Husum: Matthiesen Verlag 2015, ISBN 978-3-7868-5306-0.
- Karl Ludwig Kohlwage, Manfred Kamper, Jens-Hinrich Pörksen (Hrsg.): „Was er euch sagt, das tut!“ Der Wiederaufbau der schleswig-holsteinischen Landeskirche nach dem Zweiten Weltkrieg. Dokumentation einer Tagung in Breklum 2017. Zusammengestellt und bearbeitet von Peter Godzik, Rudolf Hinz und Simeon Schildt, Husum: Matthiesen Verlag 2018, ISBN 978-3-7868-5307-7.
- Karl Ludwig Kohlwage, Manfred Kamper, Jens-Hinrich Pörksen (Hrsg.): „Ihr werdet meine Zeugen sein!“ Stimmen zur Bewahrung einer bekenntnisgebundenen Kirche in bedrängender Zeit. Die Breklumer Hefte der ev.-luth. Bekenntnisgemeinschaft in Schleswig-Holstein in den Jahren 1935 bis 1941. Quellen zur Geschichte des Kirchenkampfes in Schleswig-Holstein. Zusammengestellt und bearbeitet von Peter Godzik, Husum: Matthiesen Verlag 2018, ISBN 978-3-7868-5308-4.